# Simon Westlund
Simon Westlund (Trollhättan, 29 luglio 1994) è uno speedcuber svedese, campione del mondo nel Megaminx e detentore del record mondiale sul singolo e sulla media di 5 tentativi. È inoltre considerato uno degli speedcuber migliori al mondo, dato che compare nella top100 mondiale in quasi tutte le 19 categorie ufficiali WCA.

## Successo in Televisione
Grazie alle sue abilità nei Twisty puzzle, Simon partecipa nel 2011 a Talent 2011 versione svedese del programma Italia's Got Talent. Come prima esibizione ha risolto uno cubo With Feet, ovvero con i piedi in poco più di un minuto raggiungendo le semifinali. Qui si è esibito nella risoluzione di 5 Cubi di Rubik, di cui uno con una sola mano, in meno di 90 secondi. Arrivato al turno finale, Simon si è esibito nella risoluzione del Cubo Magico da bendato, completandolo e riuscendo così a vincere il concorso e 500.000 corone svedesi come premio.
Nello stesso anno a novembre è stato ospite di una trasmissione radiofonica svedese dove ha risolto il cubo classico in 9.97 secondi.

## Successo nello speedcubing
Ad oggi Simon è considerato uno dei migliori speedcuber al mondo e nel corso degli anni ha ottenuto vari record mondiali (tutti nel Megaminx):

## Record mondiali
| Disciplina | Formato | Risultato | Dettagli                              | Competizione                |
| ---------- | ------- | --------- | ------------------------------------- | --------------------------- |
| Megaminx   | Singolo | 42.28     |                                       | Danish Open 2011            |
| Megaminx   | Singolo | 46.81     |                                       | Helsinki Open 2011          |
| Megaminx   | Media   | 48.80     | 49.81, (47.46), 48.75, 47.83, (55.59) | Norwegian Championship 2012 |
| Megaminx   | Media   | 49.90     | 49.46, 49.30, (48.61), (52.44), 50.94 | Danish Open 2011            |

## Risultati Internazionali
Oltre a detenere vari record nazionali, e ad essere campione svedese in diverse discipline, Simon ha ottenuto ottimi risultati anche a livello mondiale:
| Disciplina  | Risultato | Competizione               |
| ----------- | --------- | -------------------------- |
| Megaminx    | Oro       | European Championship 2012 |
| Megaminx    | Oro       | World Championship 2011    |
| Megaminx    | Bronzo    | European Championship 2010 |
| Megaminx    | Argento   | World Championship 2009    |
| 6x6x6       | Bronzo    | European Championship 2010 |
| 4x4 Bendato | Bronzo    | World Championship 2011    |